# Saint-Vivien-de-Médoc
Saint-Vivien-de-Médoc – miejscowość i gmina we Francji, w regionie Nowa Akwitania, w departamencie Żyronda. Nazwa miejscowości pochodzi od imienia św. Bibiana.
Według danych na rok 1990 gminę zamieszkiwały 1282 osoby, a gęstość zaludnienia wynosiła 44 osób/km² (wśród 2290 gmin Akwitanii Saint-Vivien-de-Médoc plasuje się na 337. miejscu pod względem liczby ludności, natomiast pod względem powierzchni na miejscu 294.).